# 飯島奈美
飯島 奈美（いいじま なみ、1969年 - ）は、日本のフードスタイリスト。東京都出身。映画、テレビドラマ、CM、広告、雑誌、屋台など食に関するさまざまな分野で幅広く活躍中。7days kitchen代表。

## 来歴・人物
母が保育園の給食作りの仕事をしていたこともあり、子どもの頃から台所が大好きであった。栄養専門学校卒業後、CM系フードスタイリストに師事。7年間アシスタントとして働き1998年に独立。担当したパスコ「超熟」のCMに出演していた小林聡美に声をかけられ、2006年の映画『かもめ食堂』（荻上直子監督）への参加をきっかけに映画のフードスタイリングを手掛けるようになった。その後『東京タワー』、『めがね』、テレビドラマ『深夜食堂』シリーズなどのフードスタイリングを担当。
ほぼ日刊イトイ新聞で連載されたレシピの書籍化『LIFE』は全4巻のシリーズとなった。
雑誌『AERA』に映画に登場する料理を再現したレシピ「シネマ食堂」を連載、2009年に単行本化された。2010年 - 2011年には同誌に「セカイのきんぴら」を連載、単行本化された。
2013年 - 2014年放送の連続テレビ小説『ごちそうさん』では全編にわたり料理を担当し、これに対し第80回ザテレビジョンドラマアカデミー賞でザテレビジョン特別賞を受賞した。
『ごちそうさん』で料理を通して共演した、杏、東出昌大の結婚式では、劇中に登場した、オムレツ、おむすび、柿の葉寿司を振舞った。

## 担当作品

### テレビドラマ
- 深夜食堂（2009年・第1シリーズ / 2011年・第2シリーズ / 2014年・第3シリーズ、MBS / 2016年・第4シリーズ、Netflix）
- 天使のわけまえ（2010年、NHK総合）
- ゴーイング マイ ホーム（2012年、関西テレビ）
- パンとスープとネコ日和（2013年、WOWOW）
- ごちそうさん（2013年、NHK）
- おかしの家(2015、TBSテレビ)
- カルテット（2017年、TBSテレビ）
- 大豆田とわ子と三人の元夫（2021年、フジテレビ）
- 舞妓さんちのまかないさん（2023年、Netflix）
- かしましめし（2023年、テレビ東京）

### 映画
- かもめ食堂（2006年、メディアスーツ）
- 東京タワー 〜オカンとボクと、時々、オトン〜（2007年、松竹）
- めがね（2007年、日活）
- 結婚しようよ（2008年）
- ハンサム★スーツ（2008年、アスミックエース）
- 歓喜の歌（2008年、シネカノン）
- プール（2009年、スールキートス）
- 南極料理人（2009年、東京テアトル）
- ヴィヨンの妻 〜桜桃とタンポポ〜（2009年、東宝）
- のんちゃんのり弁（2010年、キノフイルムズ）
- トイレット（2010年、ショウゲート／スールキートス）
- マザーウォーター（2010年、スールキートス）
- 東京オアシス（2011年、スールキートス）
- 舟を編む（2013年、松竹／アスミックエース）
- 体脂肪計タニタの社員食堂（2013年、角川映画）
- そして父になる（2013年、ギャガ）
- 深夜食堂（2015年、東映）
- 海街diary（2015年、東宝／ギャガ）
- 海よりもまだ深く（2016年、ギャガ）
- 続・深夜食堂（2016年、東映）
- 彼らが本気で編むときは、（2017年、スールキートス）
- ねことじいちゃん（2019年、クロックワークス）
- 川っぺりムコリッタ（2021年、KADOKAWA）
- 孤独のグルメ(2025年)
- 敵（2025年）

### 著作
- 「料理制作」さんのレシピ帖 映画「東京タワー オカンとボクと、時々、オトン」の料理と、毎日のおいしいごはんの話（講談社 2007年4月14日）
- 朝ごはんの献立　12のシーンとおいしいごはん（池田書店 2008年11月15日）
- LIFE なんでもない日、おめでとう! のごはん。（東京糸井重里事務所 2009年3月12日）
- ごはんにしよう。 映画「南極料理人」のレシピ（文化出版局 2009年7月25日）
- シネマ食堂（朝日新聞出版 2009年9月4日）
- LIFE 2 なんでもない日、おめでとう! のごはん。（東京糸井重里事務所 2009年12月11日）
- 飯島風（マガジンハウス 2010年10月28日）
- あしたのお弁当（主婦と生活社 2010年9月）
- LIFE 3 なんでもない日、おめでとう! のごはん。（東京糸井重里事務所 2011年4月8日）
- セカイのきんぴら（朝日新聞出版 2011年10月20日）
- ONE PIECE PIRATE RECIPES 海の一流料理人 サンジの満腹ごはん（集英社 2012年11月28日） 監修[5]
- LIFE 副菜 おかずおかわり！（東京糸井重里事務所 2013年3月8日）
- LIFE あつまる。（東京糸井重里事務所 2014年2月10日）
- 深夜食堂の料理帖 (ビッグコミックススペシャル)（小学館 2015年1月16日）
- おいしい世界の台所 (リトルモア ポストカード ブック 017)（リトルモア 2015年11月13日）
- LIFE 副菜2 もうひと皿！（ほぼ日 2017年3月１日）

### 出演
- 2クール（2008年、第6話）

### レシピ提供
- イムズ 飯島奈美のしごと展 コラボメニュー[6]
- JR西日本「和歌山デスティネーションキャンペーン」にて駅弁、旅館の食事のレシピを担当[7]
- JAL 国際線プレミアムエコノミークラス・エコノミークラス機内食[8]
- 木の屋石巻水産 飯島奈美さんの缶詰ごはん[9]
- リクルート ゼクシィキッチン（スマホアプリ）[10]